# Моллова, Люба
Лютвиан Ахмедова (Люба) Моллова (болг. Лютвиан Ахмедова (Люба) Моллова, 18 декабря 1947, Казанлык, Старозагорская область — 19 августа 2020, Стамбул) — болгарская легкоатлетка, выступавшая в метании копья. Участница летних Олимпийских игр 1972 года.

## Биография
Люба Моллова родилась 18 декабря 1947 года в болгарском городе Казанлык.
Выступала в легкоатлетических соревнованиях за «Розову Долину» из Казанлыка. Четыре раза становилась чемпионкой Болгарии в метании копья (1969, 1972—1974), 11 раз устанавливала рекорды страны. Трижды побеждала на чемпионате балканских стран (1972, 1974, 1975).
В 1972 году вошла в состав сборной Болгарии на летних Олимпийских играх в Мюнхене. В метании копья попала в финал с 6-го места в квалификации, показав результат 56,30 метра. В финале заняла 4-е место (59,36), уступив 4,52 метра завоевавшей золото Рут Фукс из ГДР.
Дважды была призёром Кубка Европы, выиграв серебро в 1973 году в Эдинбурге (60,30) и бронзу в 1975 году в Ницце (58,36).
В 1973 году завоевала бронзовую медаль летней Универсиады в Москве (59,04).
В 1974 году заняла 4-е место на чемпионате Европы в Риме (60,80).
Впоследствии поселилась в Стамбуле.
Умерла 19 августа 2020 года в Стамбуле.

## Личный рекорд
- Метание копья — 62,60 (4 августа 1974, София)[1]